# Wallfahrtskirche Maria Jeutendorf

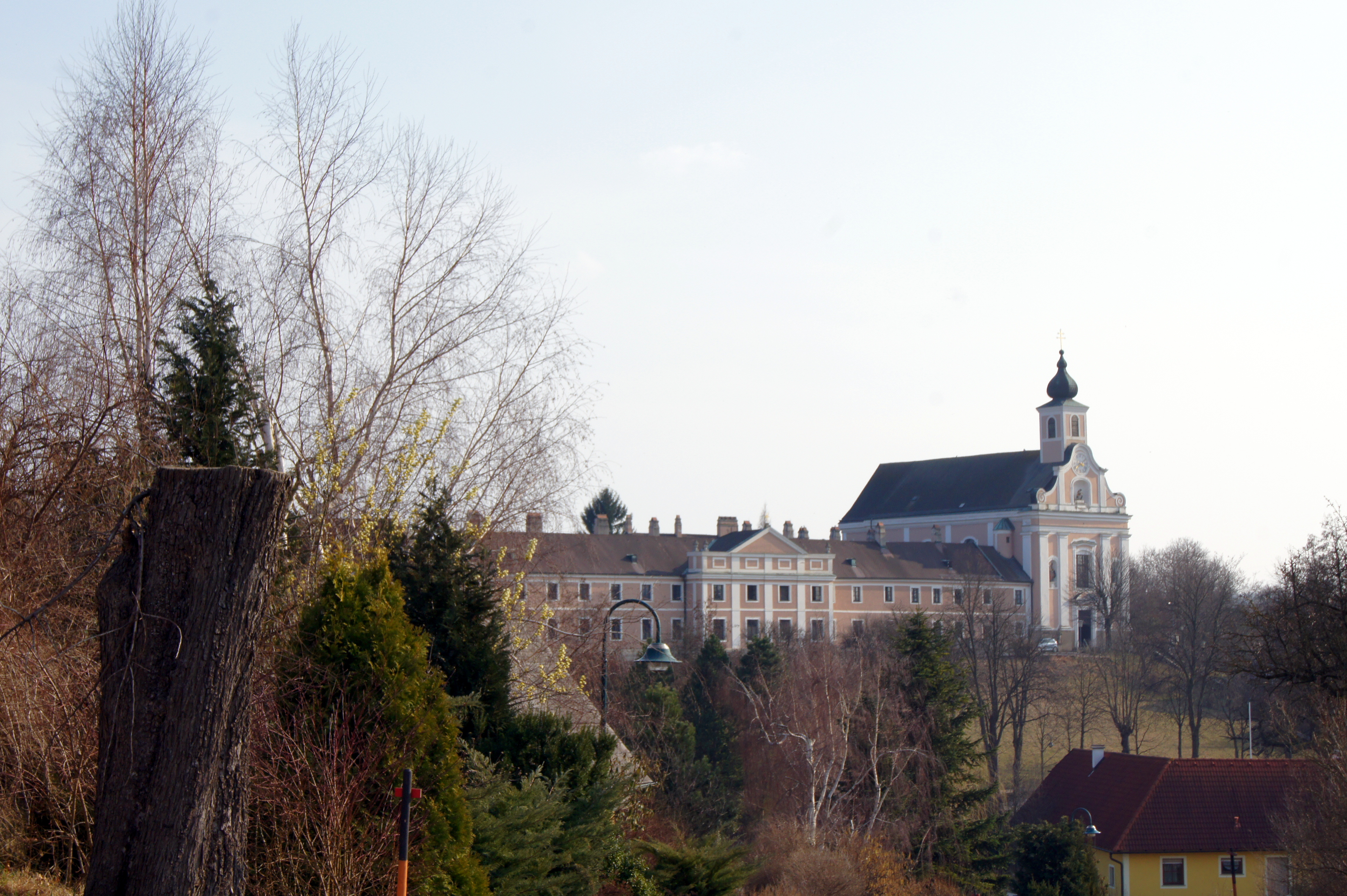
Katholische Pfarr- und Wallfahrtskirche Schmerzhafte Muttergottes in Maria Jeutendorf

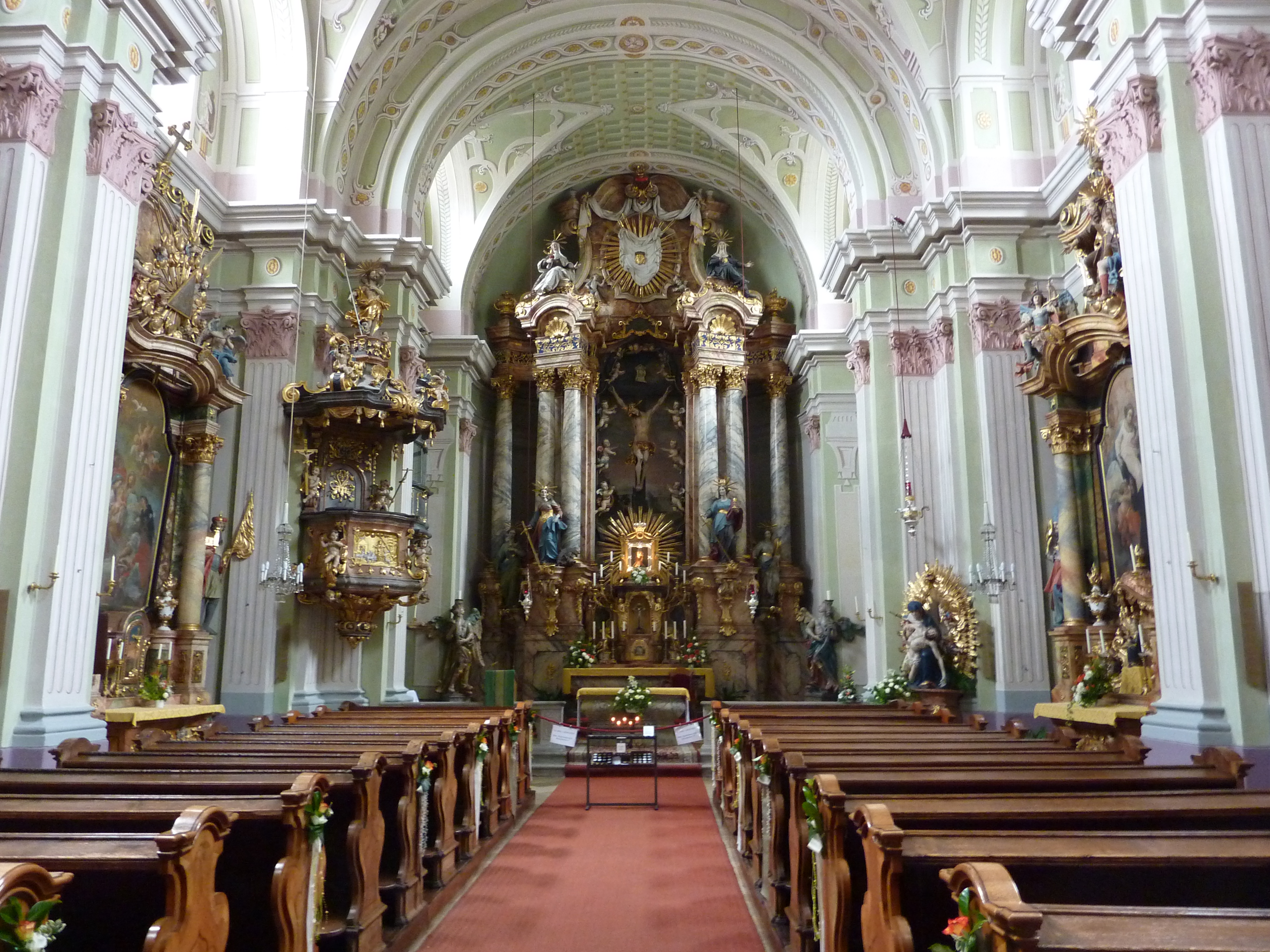
Langhaus, Blick zum Chor

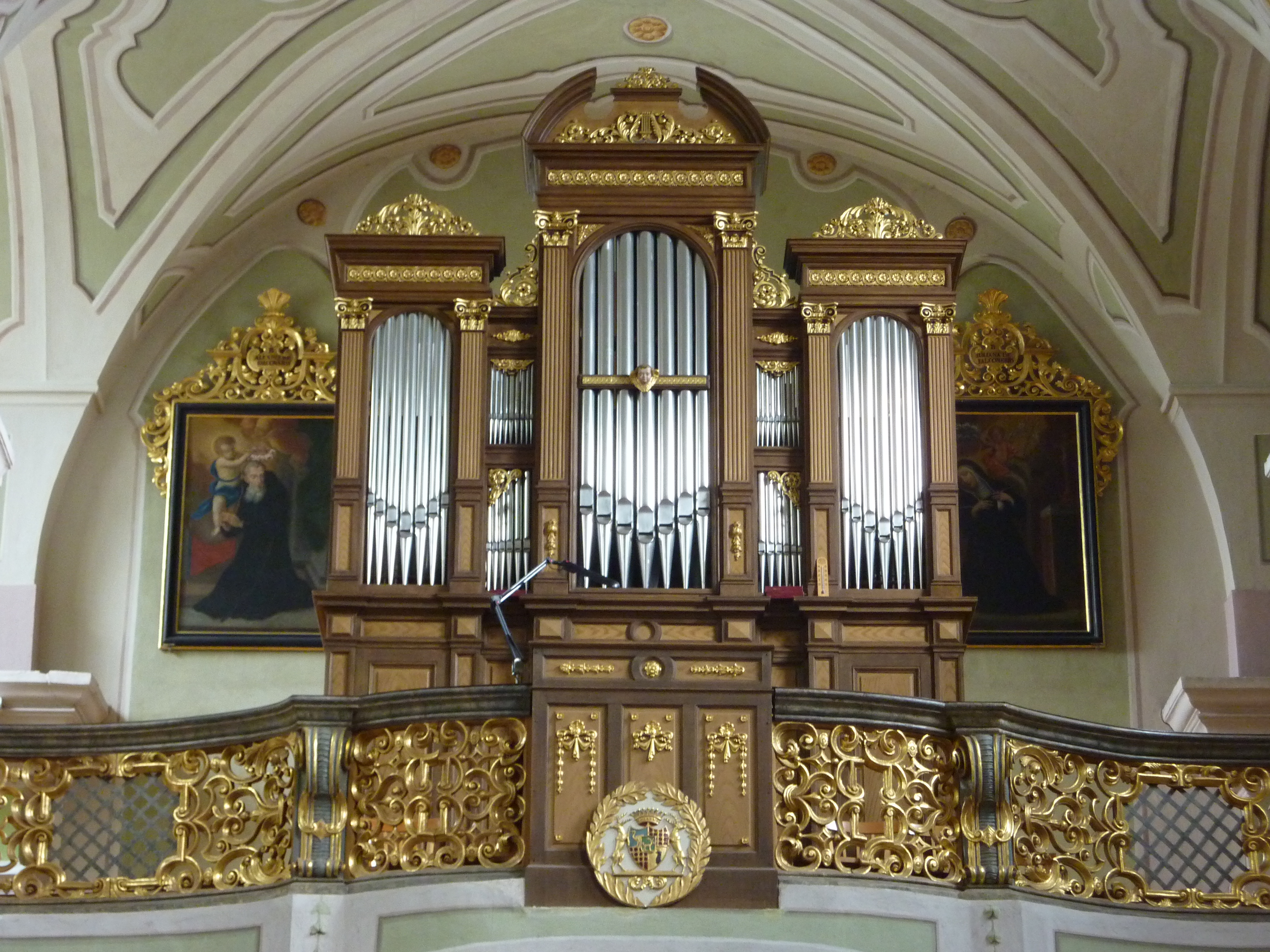
Langhaus, Blick zur Orgelempore

Die römisch-katholische Wallfahrtskirche Maria Jeutendorf steht gemeinsam mit dem Kloster Maria Jeutendorf weithin sichtbar auf einer Hügelterrasse und Geländekante in der Ortschaft Maria Jeutendorf in der Marktgemeinde Böheimkirchen im Bezirk St. Pölten-Land in Niederösterreich. Die dem Patrozinium Schmerzhafte Mutter Gottes unterstellte Pfarr- und Wallfahrtskirche gehört zum Dekanat Herzogenburg in der Diözese St. Pölten. Die Kirche steht unter Denkmalschutz (Listeneintrag).

## Geschichte
Maximilian von Sala erwarb 1676 das Schloss Jeutendorf, in dem urkundlich bereits 1248 eine Kapelle genannt wurde. Aus Dank für die Genesung seiner ältesten Tochter Maria Anna ließ er 1678 eine Kapelle mit einem Gnadenbild der Muttergottes, das sich im Besitz seiner Frau Johanna Dorothea (geborene Rossi) befunden hatte, errichten. Diese Kapelle wurde 1683 von den osmanischen Truppen zerstört. Kurz zuvor konnte das Gnadenbild in Sicherheit gebracht werden konnte. Eine Gedenktafel in der Nische des Schmerzenmannaltares erinnert an die Wiederherstellung des Heiligtums.

“In hon. crucifixi eisdemq. matris dolorosae sacellum hoc funditus exst: ruxit et a Tart. desolatum restaurauit et dotauit Max de Sala Dnus in Ieut. et Solberg Sac. Caes. Maiest. Infer. Austria Reg. Cancellarius Anno Domini MDCLXXXVI”

„Zu Ehren des Gekreuzigten und seiner schmerzhaften Mutter hat diese Kapelle gegründet und auferbaut, und, nachdem sie von den Türken zerstört worden war, wiederhergestellt und ausgestattet: Maximilian von Sala, Herr in Jeutendorf und Stollberg, Rierungskanzler Seiner Kaiserlichen Majestät von Niederösterreich im Jahr des Herrn 1686.“

Baron Maximilian von Sala gründete 1693 den Servitenkonvent und ließ ein Konventgebäude erbauen.
Von 1717 bis 1727 wurde die Kirche neu erbaut. Von 1721 bis 1750 wurde das Kloster von Maximilian Franz von Sala unter anderen von Architekt Johann Enzenhofer neu erbaut.

## Architektur
Die hohe schlanke Saalkirche unter einem hohen Satteldach hat einen eingezogenen Südostchor sowie eine fensterlose Rundapsis unter einem durchgehenden Traufgesims und ist baulich im Nordwesten des Klosters eingebunden.
Das Kircheninnere zeigt nach einer Eingangshalle unter der Empore ein dreijochiges Langhaus und einen eingezogenen Chor mit einer Rundapsis unter Stichkappentonnen. Die architektonische Gliederung wird durch die frühklassizistische polychrome Ausmalung mit Scheinkassetten und einen kleinen Ausblick in den illusionistischen Himmelraum im Gewölbe gemalt von Andreas Rudroff 1792 betont.

## Einrichtung
Den Hochaltar schuf Benedikt Stöber 1723 ursprünglich für die Wiener Servitenkirche; der monumentale raumgreifende Aufbau mit korinthischen Freisäulen über einer gestuften Sockelzone zeigt mittig ein Kruzifix umgeben von Engelsfiguren geschaffen von Joseph M. Hilber vor einem gemalten Prospekt der Stadt Jerusalem, er trägt die Statuen der Heiligen Theresa von Avila und Juliana von Falconieri. Den Tabernakel schuf Anton Caccon um 1800. Darüber befindet sich das Gnadenbild Schmerzensmutter mit gesenktem Haupt, wahrscheinlich eine Kopie nach Giovanni B. Sassoferrato.
Die Orgel baute Orgelbau Gebr. Rieger aus Jägerndorf 1889.

## Grabdenkmäler
- Gruftplatte zu Max de Sala 1696.